# 跳舞的嬰兒人
《跳舞的嬰兒人》（日语：踊る赤ちゃん人間）是日本搖滾音樂家大槻賢二和吉他手橘高文彥的單曲。2006年7月20日由Victor Entertainment發行。

## 概要
《跳舞的嬰兒人》是由前衛搖滾樂團筋肉少女帶的成員，擔任主唱的搖滾音樂家大槻賢二和吉他手的橘高文彥以「大槻賢二&橘高文彥」名義主唱的唯一單曲。2006年7月至12月在千葉電視台等UHF系首播的電視動畫《歡迎加入N·H·K！》當作前半季（至第12話為止）片尾主題曲使用。至於B面歌曲「日本引協」和「踊るダメ人間2006」則在同名電視動畫的第15話當作劇中插入歌曲使用。還有，「日本引協」有在名稱後面加上「～featuring 」及作品主角佐藤達廣的聲優小泉豐的名字；「踊人間2006」是筋肉少女帶於1991年發行的第4張同名單曲自我翻唱（Self-cover）版。
另外，寺澤功一、三柴理及宮脇知史等人也有參加音樂錄製的工作。

## 收錄歌曲
所有歌曲由橘高文彥編曲。
1. 跳舞的嬰兒人 (4:05)
  - 作詞：大槻賢二（日语：大槻ケンヂ），作曲：橘高文彥（日语：橘高文彦）
  - 千葉電視台等UHF電視動畫《歡迎加入N·H·K！》前半季片尾主題曲
2. 日本引協 ～featuring 小泉豐 (3:24)
  - 作詞：瀧本龍彥（日语：滝本竜彦），作曲：橘高文彥
  - 千葉電視台等UHF電視動畫《歡迎加入N·H·K！》第15話劇中插入歌
3. 踊るダメ人間2006（日语：踊るダメ人間） (4:46)
  - 作詞、作曲：大槻賢二、內田雄一郎（日语：内田雄一郎）、筋肉少女帶
  - 千葉電視台等UHF電視動畫《歡迎加入N·H·K！》第15話劇中插入歌
  - 由筋肉少女帶成員大槻賢二、橘高文彥將1991年版進行自我翻唱的版本
4. 跳舞的嬰兒人 -Instrumental- (4:05)
5. 日本引協 -Instrumental- (3:24)
6. 踊人間2006 -Instrumental- (4:44)

## 收錄專輯
- Soundtrack《『N·H·K！』！》（2006年11月22日發行）
- 筋肉少女帶《SEASON2（日语：シーズン2）》（2009年5月20日發行）※筋肉少女帶全部成員自我翻唱版。